# Apistogramma macmasteri
Apistogramma macmasteri är en fiskart som beskrevs av Kullander, 1979. Apistogramma macmasteri ingår i släktet Apistogramma och familjen Cichlidae. Inga underarter finns listade i Catalogue of Life.
Arten hittas i floderna Guaytiquía och Metica.  Dessa floder är Orinoco flodens flodområde.  De återfinns i områden med mjuk sandig botten och mycket döda rötter och grenar som de kan gömmas sig bland.